# Ambeon
Ambeon is een Nederlands muziekproject dat gothic metal maakt. Het muzikale brein achter deze band is Arjen Anthony Lucassen die vooral bekend is met zijn progressieve-rockproject Ayreon. Ambeon speelt een vorm van gothic metal die sterk beïnvloed is door de muziekstijl ambient. De naam van het project is dan ook een combinatie van Ambient en Ayreon.

## Artiesten
- Astrid van der Veen - zang, achtergrondstem
- Arjen Anthony Lucassen - gitaar, toetsen, sampling
- Stephen van Haestregt - drums, percussie
- Walter Latupeirissa - basgitaar

## Discografie
- 2001 - Cold Metal - (single, Transmission Records)
- 2001 - Fate Of A Dreamer - (Transmission Records)